# London Grammar
I London Grammar sono un gruppo musicale britannico formatosi a Nottingham e composto dalla cantante Hannah Reid, dal polistrumentista Dot Major e dal chitarrista Dan Rothman.
Il loro EP di debutto, intitolato Metal & Dust, è stato pubblicato nel febbraio del 2013 dall'omonima casa discografica, a cui ha fatto seguito l'album If You Wait, pubblicato il 6 settembre dello stesso anno e accolto da critiche molto positive. Dopo circa quattro anni di assenza dalle scene musicali, nel 2017 piazzano sul mercato il secondo album Truth Is a Beautiful Thing.

## Storia del gruppo

### 2009–2012: esordi
La frontwoman del gruppo Hannah Reid e il chitarrista Dan Rothman si sono conosciuti in uno studentato presso l'Università di Nottingham durante il loro primo anno, nel 2009; Rothman vide su Facebook una foto della cantante con una chitarra e le chiese dunque di collaborare. Il polistrumentista Dot Major si aggiunse in seguito, dopo che fu presentato al duo dalla fidanzata di Rothman. Il nome scelto per il gruppo deriva non solo dalla città di provenienza di tutti e tre gli artisti ma anche dal fatto che «Londra è così internazionale e multiculturale che in realtà sembrava un nome universale in un certo senso», come la stessa Reid ha spiegato durante un'intervista.
Dopo aver completato gli studi a metà del 2011, il trio si è trasferito a Londra per intraprendere una carriera musicale, venendo gestiti e promossi dal manager Conor Wheeler. Proprio in quel periodo, iniziarono ad esibirsi dal vivo suonando in bar e pub locali.
Alcuni anni più tardi, a fine 2012, il trio ha postato la canzone Hey Now su YouTube, ricevendo un notevole impatto mediatico.

### 2013–2016:If You Waite il successo
La loro prima pubblicazione ufficiale, l'EP Metal & Dust, è datata febbraio 2013. Il singolo Wasting My Young Years è stato invece pubblicato nel giugno del 2013, raggiungendo in breve tempo la posizione numero trentuno nella classifica dei singoli britannica. Nel frattempo, il gruppo ha anche partecipato vocalmente al brano Help Me Lose My Mind dei Disclosure, contenuto nell'album Settle.
Il 1º settembre 2013 è stato messo in commercio il singolo Strong, capace di raggiungere la sedicesima posizione in classifica in Regno Unito, che ha vinto un Ivor Novello Award e preceduto di una settimana l'uscita del primo album in studio If You Wait. Il disco è stato particolarmente apprezzato dalla critica e dal pubblico, tanto da piazzarsi alla seconda posizione in Regno Unito e in Australia e all'undicesima in Francia e da esser premiato con la certificazione di disco di platino in Regno Unito, Belgio, Australia e con quello d'oro in Germania.
Nel 2014 Hey Now viene pubblicato come singolo ufficiale, ottenendo un buon successo commerciale a livello internazionale poiché utilizzato come brano di accompagnamento alla pubblicità della celebre fragranza J'Adore realizzata dalla casa di alta moda Dior.
A marzo 2014 il canale televisivo statunitense HBO ha utilizzato una loro cover degli INXS, dal titolo di Devil Inside, per il trailer della quarta stagione della nota serie TV Il Trono di Spade. Nel novembre dello stesso anno sempre Devil Inside è stata utilizzata per il settimo episodio della seconda stagione della serie The Originals.

### 2017–2019:Truth Is a Beautiful Thing
Il 1º gennaio 2017 i London Grammar hanno pubblicato attraverso il loro sito e i maggiori canali di distribuzione musicale il singolo Rooting For You, definito da Consequence of Sound come un'«eccitante ballata». Esso è disponibile in due versioni, una adattata per il passaggio radiofonico e un'altra registrata dal vivo con l'accompagnamento di un'orchestra. Esattamente un mese dopo, viene pubblicato come nuovo singolo ufficiale Big Picture, accompagnato dal rispettivo videoclip musicale.
Il 24 marzo successivo, il gruppo rivela, attraverso i propri profili sui social network, sia il titolo dell'album, vale a dire Truth Is a Beautiful Thing, che la data d'uscita di quest'ultimo, fissata per il 9 giugno. Nella stessa giornata è stato inoltre distribuito il terzo estratto, l'omonimo Truth Is a Beautiful Thing. Nel mese di maggio, poco dopo la pubblicazione del quarto ed ultimo singolo apri-pista Oh Woman Oh Man, i London Grammar annunciano la loro seconda tournée mondiale, volta a coinvolgere l'Oceania e l'Europa nell'autunno 2017.
Al momento della sua pubblicazione, Truth Is a Beautiful Thing è andato incontro a recensioni generalmente positive da parte della critica specializzata. Inoltre, il disco rappresenta il primo in assoluto del gruppo a collocarsi al vertice della classifica degli album britannica, vendendo nel suddetto Paese oltre 40 000 copie nella sola settimana d'esordio.

### 2020-presente:Californian Soil
Il 19 agosto 2020 viene pubblicato Baby It's You, il loro primo singolo dal 2017. Il 1 ottobre successivo viene annunciato Californian Soil, nuovo singolo della band, che dà il titolo al loro prossimo album inizialmente previsto per il 12 febbraio 2021 e poi posticipato al 16 aprile 2021. Il 4 gennaio 2021 pubblicano Lose Your Head, terzo singolo estratto dall'album.

## Stile musicale
La musica dei London Grammar è stata definita dagli stessi come «un misto di suoni ambient, eterei e classici» con chitarre malinconiche, voci svettanti e testi lamentosi. La voce potente e cupa di Hannah Reid, preminente su tutte le tracce della band pubblicate fino ad oggi, è spesso paragonata a quelle di artisti come Judie Tzuke e Florence Welch. La cantante contribuisce inoltre scrivendo i testi che spesso sono autobiografici ed emotivi: come rivelato in un'intervista realizzata per il periodico Glamour, spesso scrive a proposito delle persone che hanno fatto parte della sua vita.

## Formazione

### Formazione attuale
- Hannah Reid – voce, pianoforte, tastiere, percussioni (2009-presente)
- Dominic Major – djembe, batteria (2009-presente)
- Dan Rothman - chitarra, chitarra elettrica, basso (2009-presente)

## Discografia

### Album in studio
- 2013 – If You Wait
- 2017 – Truth Is a Beautiful Thing
- 2021 – Californian Soil
- 2024 – The Greatest Love